# Eidophor

Eidophorprojektor EP 8, um 1967

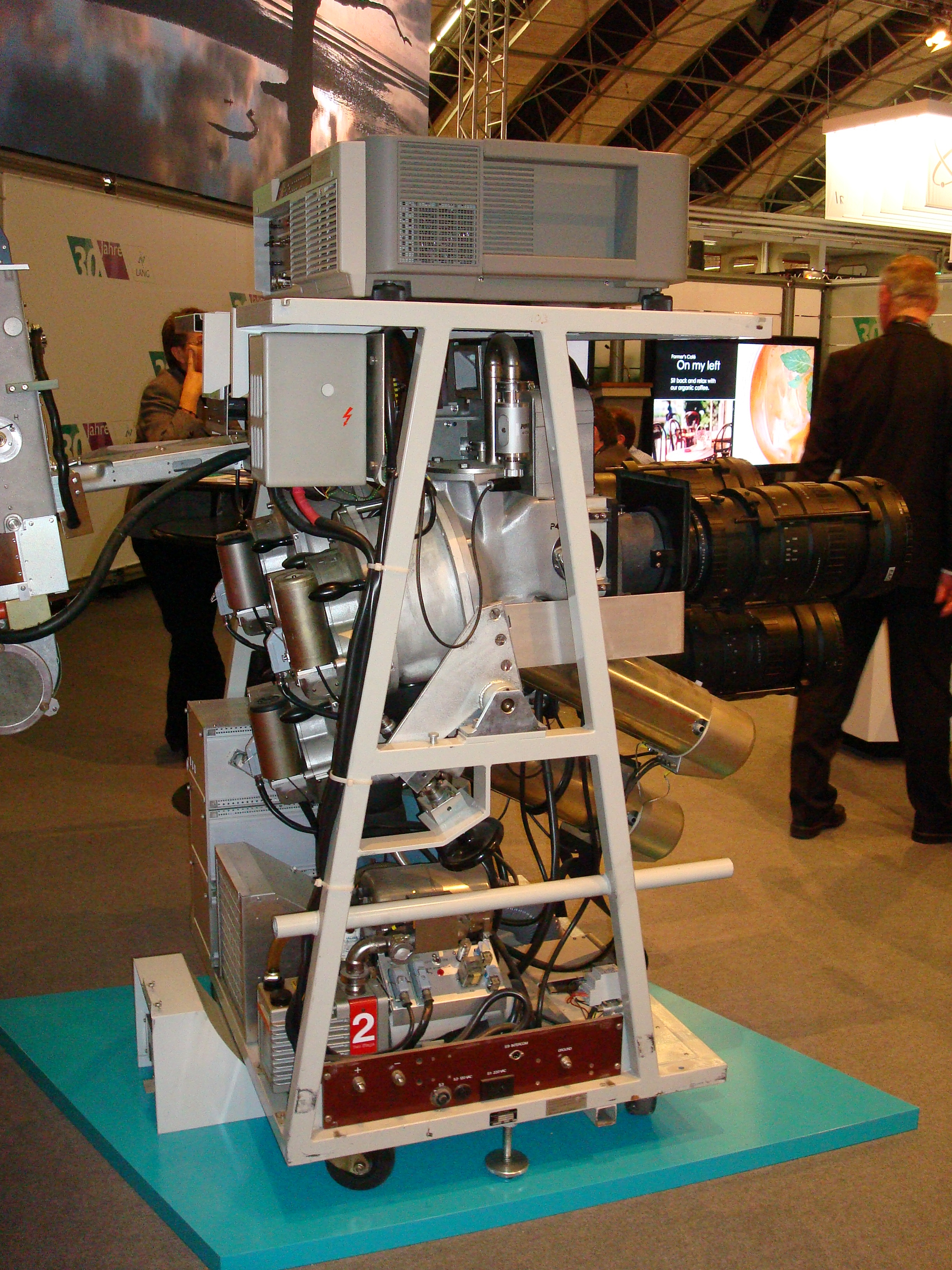
Eidophor, A-förmiger Rahmen, Neigegelenk mittig, 3 Optiken für RGB-Farbe (2008)

Das Eidophor-System (Schweizer Patent) war das erste Verfahren zur grossflächigen Projektion von analogen Fernsehbildern in Echtzeit. Es wurde 1939 von dem Schweizer Ingenieur Fritz Fischer an der ETHZ erfunden. Der Name ist aus dem Griechischen entlehnt und kann etwa mit Bildträger übersetzt werden.

## Entwicklungsgeschichte

Zweiter Prototyp des Eidophor-Fernsehgrossprojektors, etwa 1948

Erster Prototyp des Fernsehprojektors Eidophor (1942), der an der ETH Zürich entwickelt wurde.

Die Forschungen von Fritz Fischer führten, unterstützt von Projektleiter Edgar Gretener, in den späten 1930er Jahren zur Erfindung des Eidophor-Systems, welches am 8. November 1939 zum Patent angemeldet wurde. Es ermöglichte erstmals die Grossbildprojektion von Echtzeit-Fernsehbildern. An der Abteilung für industrielle Forschung (AfiF) der ETH wurden die Arbeiten unter Mitwirkung von Hugo Thiemann, Hansruedi Züst, Gustav Guanella, Ernst Baumann und Werner Lindecker fortgesetzt. Das Eidophor-Projekt wurde von der Hochschule zur Firma Dr. Edgar Gretener AG, der nachmaligen Gretag AG transferiert, welche die Erfindung Fischers vermarktet. Gretener entwickelt für den Eidophor ab 1948 eine hochintensive Kohlenbogen-Lampe, die unter dem Namen Ventarc respektive Super-Ventarc ab den 50er Jahren auch separat verkauft wurde. Sie wurde auch im Spitlight verwendet, dem grössten und leistungsfähigsten Projektor seiner Zeit, den der Tessiner Ingenieur Gianni Andreoli in den Jahren 1954 und 1955 entwickelt hatte. Später wurde diese Lampe durch die moderne Xenon-Lampe ersetzt. Eidophor-Geräte mit Kohlenbogenlampen waren aber noch bis in die 80er Jahre zum Beispiel beim Schweizer Fernsehen SRF im Einsatz, dies dürfte am hohen Anschaffungspreis der Geräte gelegen haben.

## Anwendung

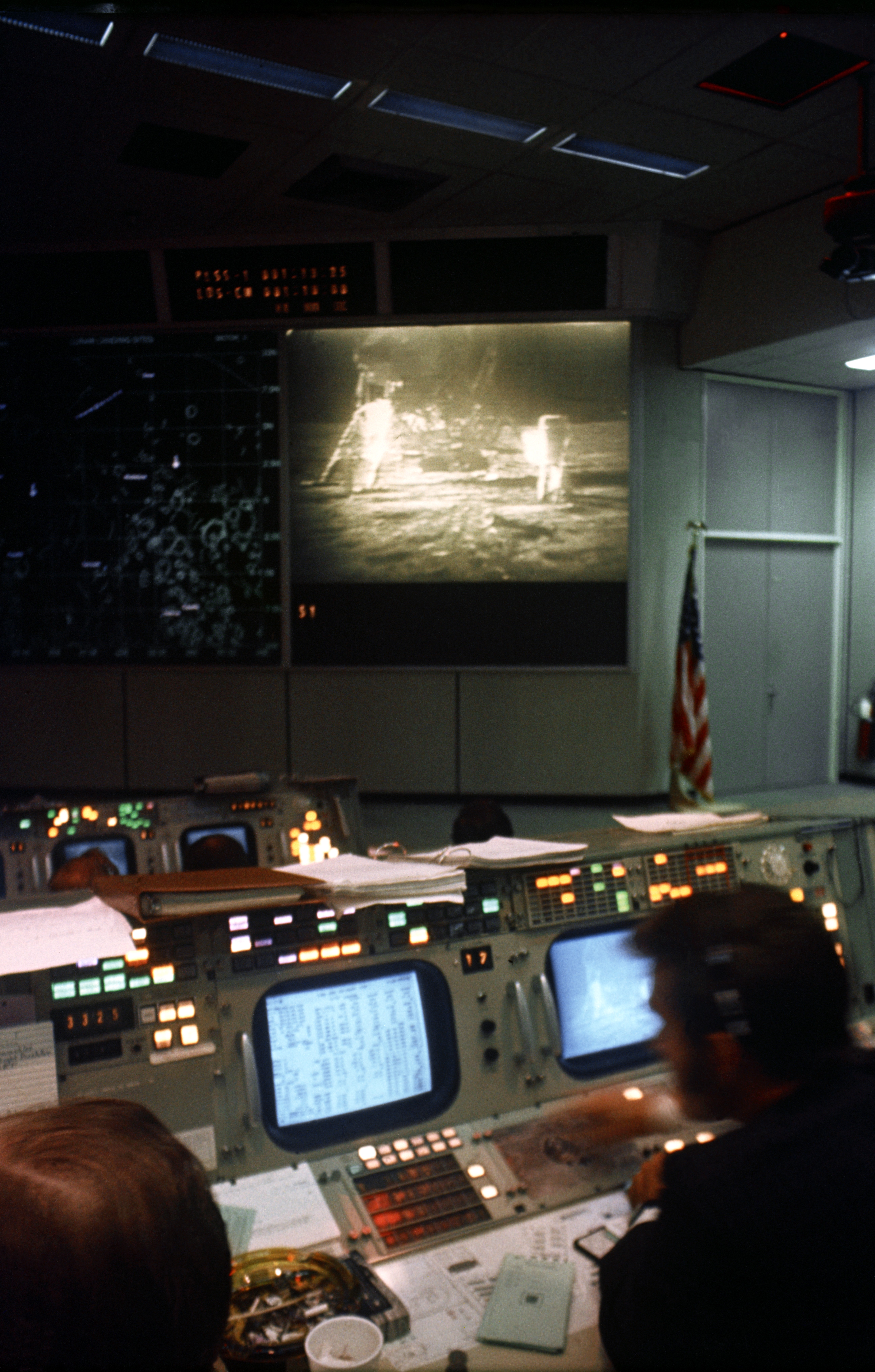
Eidophor im NASA-Raumfahrtzentrum

Um die Anwendung für Kinosäle erstmals am 11. April 1958 zu demonstrieren, wurde im Cinema Rex in Zürich ein Eidophor-Projektor installiert und auf der Kinoleinwand eine Sendung des Schweizer Fernsehens über eine Mikrowellenverbindung übertragen und gezeigt. Mit der Vision von Kinofernsehen schloss die amerikanische Firma 20th Century Fox Film Corp. 1950 einen Exklusivvertrag mit der Firma Gretener bis 1958 ab. Die erhoffte Anwendung zur Funkübertragung von Filmen in Vorführräume setzte sich jedoch nicht durch.

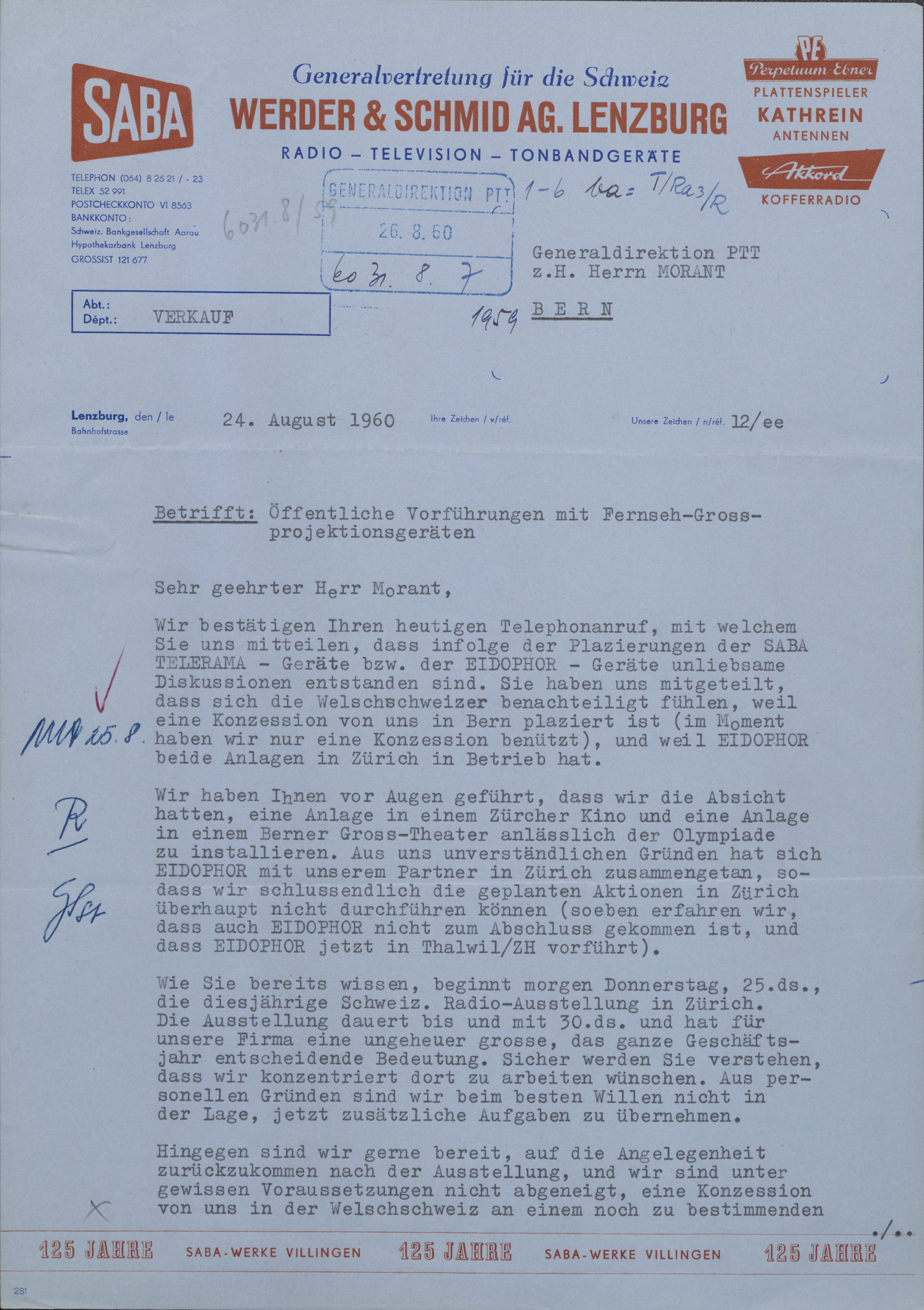
Brief über Einsatz von Eidophor-Projektionen, 1960

Im Jahr 1960 übertrug man live Bilder der Olympischen Sommerspiele in Rom in mehrere Kinosäle in Schweizer Städten, wobei Eidophor-Projektoren zum Einsatz kamen.
Eidophor wurde jedoch im professionellen Bereich für Grossanlässe, Universitäten, Überwachungszentralen und Flugsimulatoren eingesetzt. Die NASA verwendete im Rahmen ihrer Raumfahrtprogramme seit den 1960er Jahren 34 Eidophor-EP6-Projektoren. Auch die russische Raumfahrt setzte Eidophor-Projektoren im Kosmodrom Baikonur ein. Um etwa 1990 verlor das Eidophor-System seinen technischen Vorsprung gegenüber billigeren Lösungen.
Als Alternativen für relativ kleine Projektionsflächen wie bei Flugsimulatoren und Heimkinos gab es ab den 1970er-Jahren Röhrenprojektoren bestehend aus speziellen Kathodenstrahlröhren kombiniert mit geeigneter Projektionsoptik.
Als Ablöseprodukte erschienen ab den 1990er-Jahren billigere LCD (Flüssigkristallanzeige)- und DLP (Digital Light Processing)-Videoprojektoren auf dem Markt, wobei in der Schweiz Vorarbeiten zur entsprechenden LCD-Technik geleistet wurden (vermutlich weltweit erste Projektorvorführung mit LCD-Matrixanzeige bescheidener Auflösung als Lichtmodulator durch Peter J. Wild, Brown, Boveri & Cie 1972).

## Funktionsprinzip

### Strahlengang
Beim Eidophor-System wird das Licht einer Hochleistungs-Xenon-Gasentladungslampe über jalousienförmige Barrenspiegel (Gitterspiegel) in einen Hohlspiegel geleitet. Gegenüber dem Hohlspiegel befindet sich eine Sammellinse bzw. das Objektiv, welches alle durch die Schlitze des Barrenspiegels gelangenden Lichtstrahlen auf den Bildschirm projiziert. Da der Barrenspiegel symmetrisch ist und sich genau im Mittelpunkt des Hohlspiegels befindet, wird das gesamte Licht zurück in die Quelle reflektiert und der Bildschirm bleibt zunächst dunkel.

### Strahlengang in einer Variante
Alternativ zum Hohlspiegel war in einigen Geräten der Ölfilm auf einer Glasplatte in einer Röhre aufgebracht. Vor und nach der Röhre mit der Glasplatte waren Gitterblenden (anstelle der Gitterspiegel) angebracht, so dass die zweite Gitterblende das von der ersten Gitteranordnung durchgelassene Licht sperrt und der Bildschirm dunkel bleibt.

### Bilderzeugung
Um ein Bild entstehen zu lassen, muss das Licht im Strahlenverlauf abgelenkt werden, sodass es die Spiegelbarren passieren kann. Der Hohlspiegel ist hierzu Bestandteil bzw. Anode einer Kathodenstrahlröhre. Auf dem Hohlspiegel ist eine dünne Ölschicht (ca. 14 μm Dicke) aufgebracht, welche vom Elektronenstrahl gescannt und in Abhängigkeit vom Videosignal unterschiedlich stark mit Elektronen beschossen wird. Die Ölschicht deformiert sich dadurch lokal, was eine geringe Ablenkung des Lichts verursacht. Die reflektierten Lichtstrahlen treffen dann nicht mehr genau auf den Barrenspiegel, sondern gelangen daran bzw. an der zweiten Balkengitteranordnung vorbei und werden vom Objektiv (Sammellinse) als Punkt auf den Bildschirm projiziert.
Die Ablenkung am deformierten Ölfilm wird dabei durch die optische Beugung an einem Phasengitter bzw. durch Brechung ähnlich wie bei der Schlierenoptik verursacht.
Farbprojektionen können durch den Einsatz von drei parallelen Eidophor-Systemen mit entsprechenden Farbfiltern erreicht werden.
 Alternativ kommt man auch mit einem System aus, wenn im Strahlengang zusätzlich ein Farbfilterrad angeordnet ist (Farbsequenzverfahren).
Ausgereifte Eidophor-Systeme besaßen eine für damalige Verhältnisse ausgezeichnete Bildqualität.

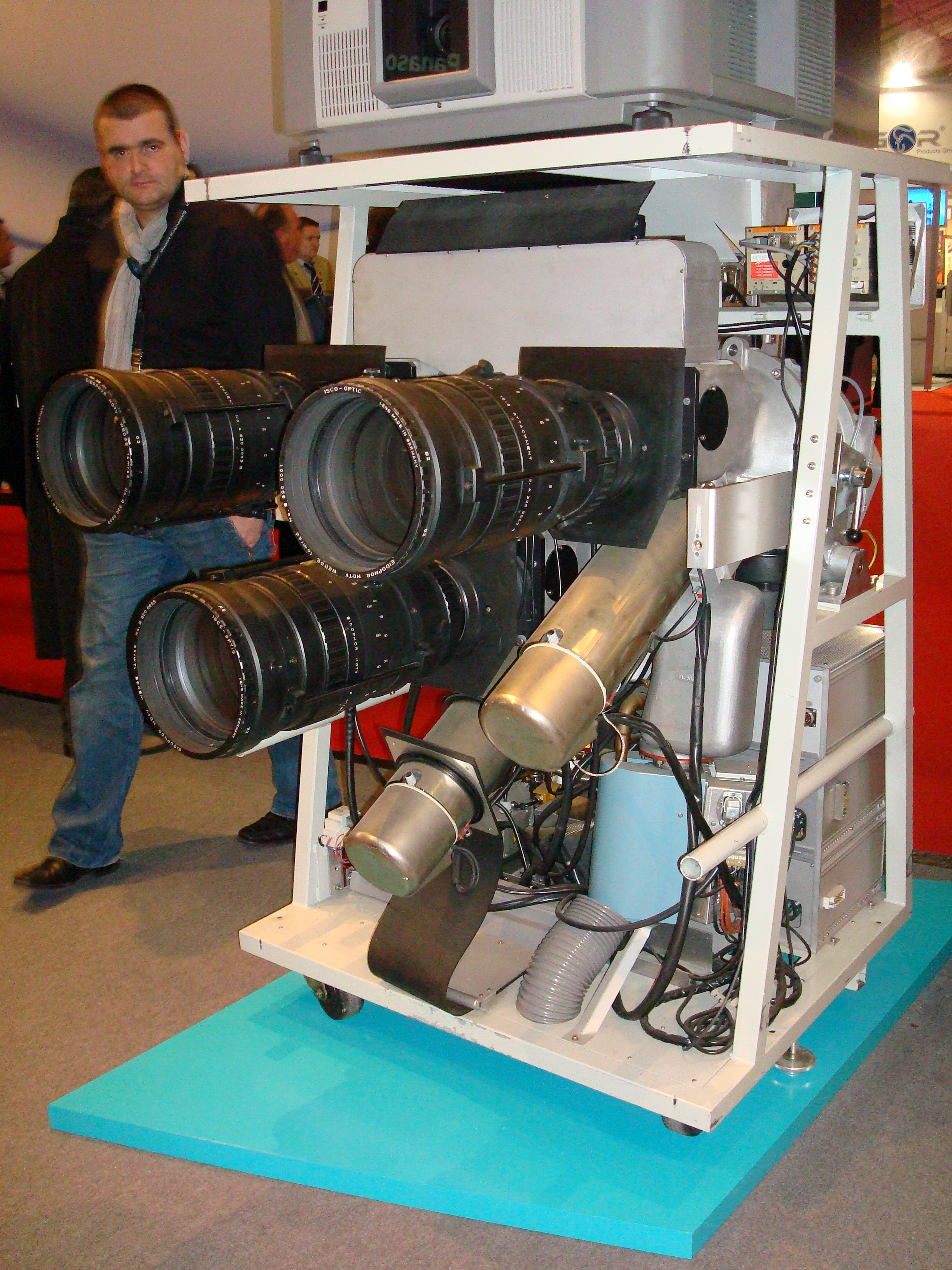
Vorderansicht
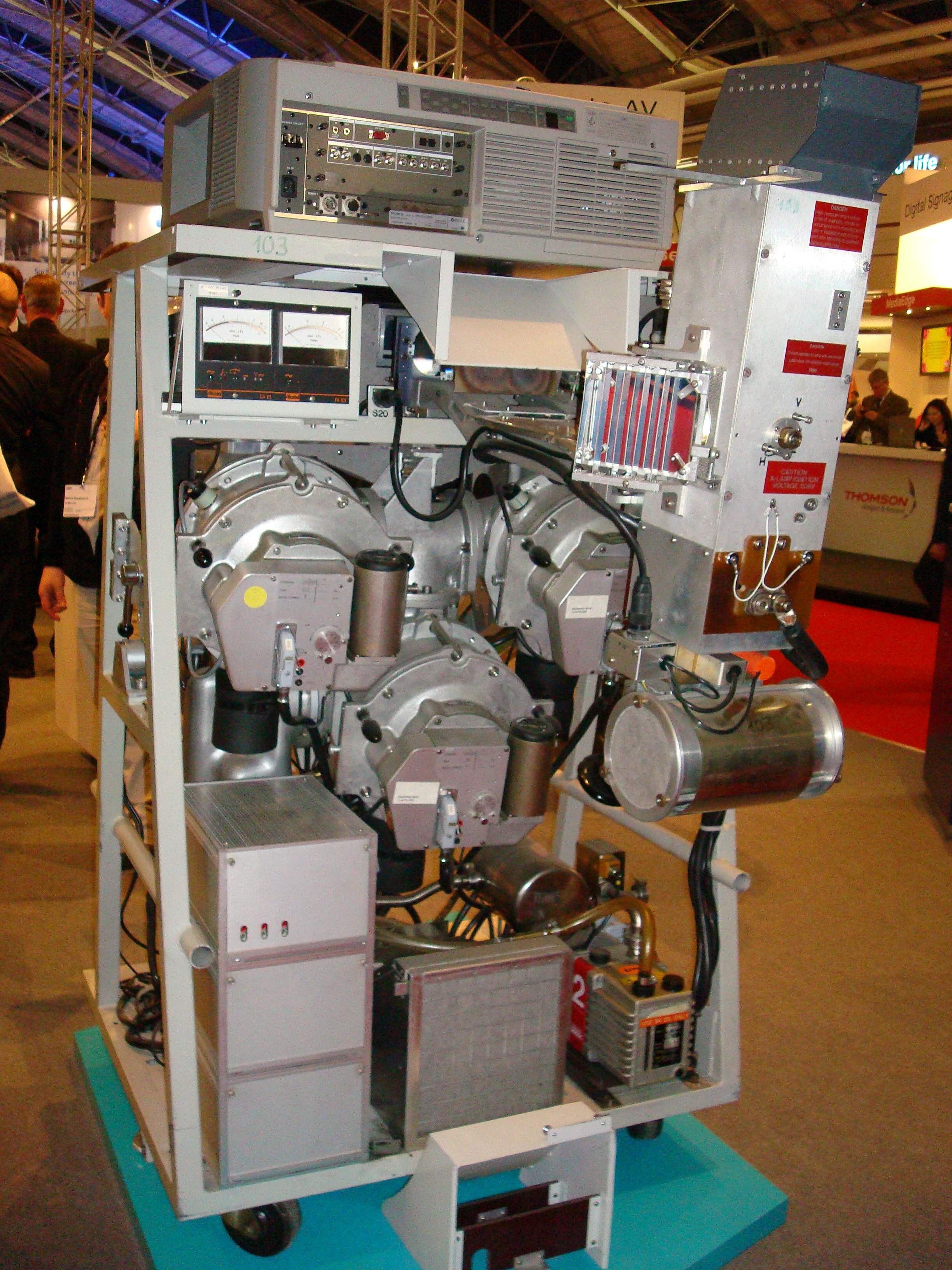
Rückansicht
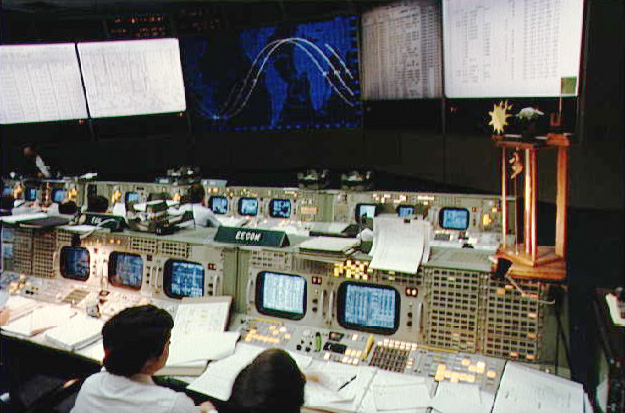
Einsatz bei der NASA
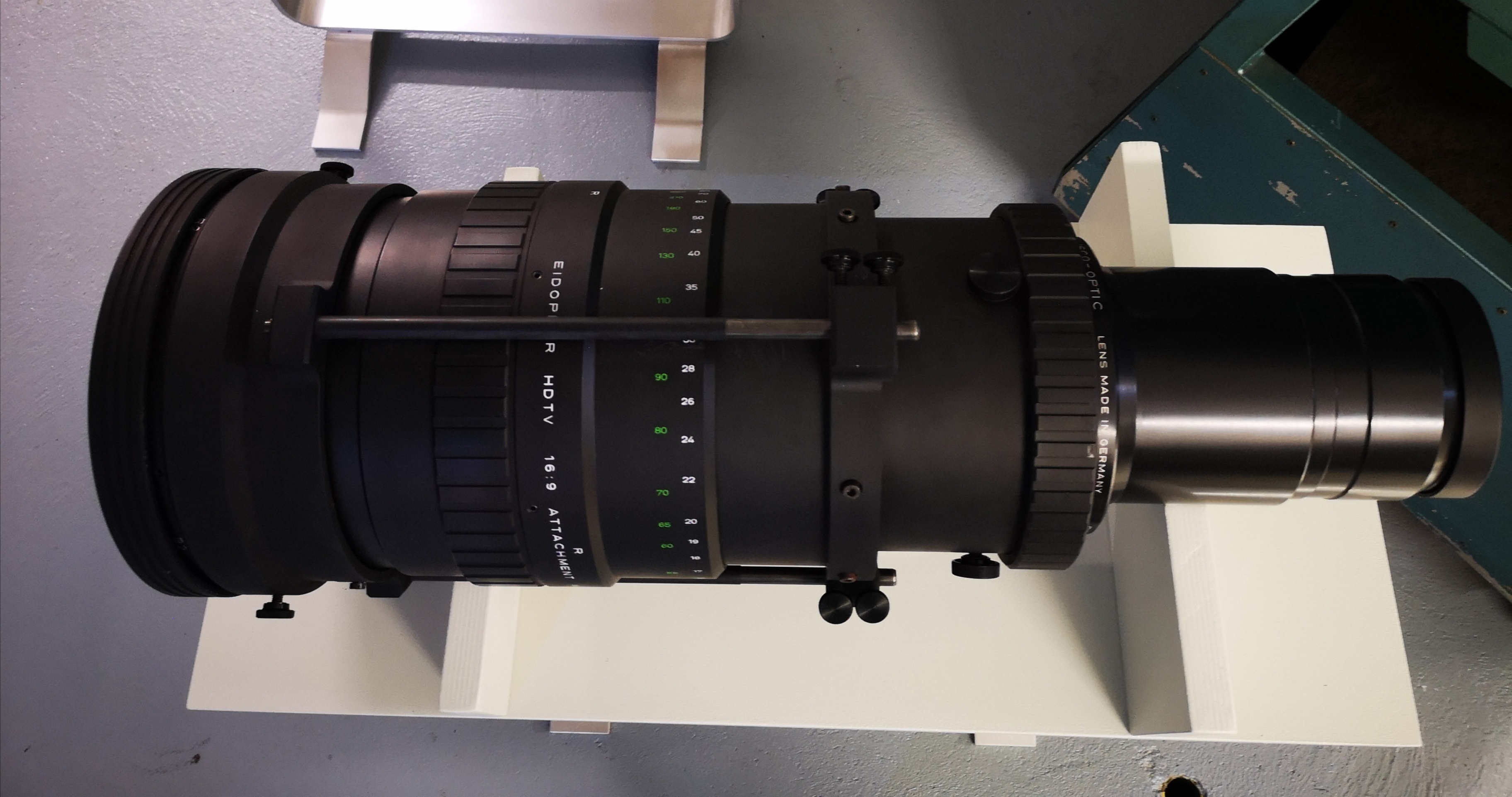
Objektiv